# Bindi Irwin
Bindi Sue Irwin (Nambour, 24 de julho de 1998) é uma atriz, cantora, dançarina e conservacionista australiana, filha do conservacionista, "caçador de crocodilos" e personalidade televisiva Steve Irwin (falecido em 2006) e da também conservacionista Terri Irwin. Tem um irmão chamado Robert. O nome Bindi é uma palavra aborígene australiana que significa "garotinha".
Bindi também foi conhecida por apresentar o programa infantil As Aventuras de Bindi (título original em inglês: Bindi the Jungle Girl) sobre a vida animal, exibido originalmente no canal Discovery Kids.

## Filmografia
- Free Willy: Escape from Pirate's Cove
- Return to Nim's Island